# Internationella jazzdagen
Internationella jazzdagen är en märkesdag och ett evenemang utlyst 2011 av FN:s organisation för utbildning, vetenskap och kultur. Syftet var ”att lyfta fram jazzen och dess diplomatiska roll som förenar människor i alla delar av världen.” Dagen firas årligen bland annat med en "All-Star Global Concert" som arrangeras den 30 april i olika delar av världen.

## Historik
Idén till märkesdagen kom från jazzpianisten och Unescos goodwillambassadör Herbie Hancock. Jazzdagen leds av Hancock och Unescos generaldirektör. Firandet uppmärksammas i både Unescos och FN:s kalendrar.
Herbie Hancock Institute of Jazz (tidigare Thelonious Monk Institute of Jazz), en amerikansk civilsamhällesorganisation som också leds av Hancock, är den ledande organisatoriska partnern för den internationella jazzdagen. Institutet samordnar aktiviteter i Unescos medlemsländer samt det globala firandet. Evenemangen i värdstaden kulminerar i en All-Star Global Concert, där ett stort antal jazzmusiker från hela världen uppträder i eller kring ett historiskt landmärke.
Vid det årliga firandet år 2024 i staden Tanger medverkade som förste svensk jazzmusikern, kompositören och arrangören Magnus Lindgren.
År 2025 firas den internationella jazzdagen i Abu Dhabi, där den svenske jazzmusikern och sångaren Nils Landgren kommer att spela med Herbie Hancock. ”Jag är väldigt stolt över att vara en del av 2025 internationella jazzdagen 30 april i Abu Dhabi och jag ser fram emot att träffa alla otroliga musiker under ledning av legendariska Herbie Hancock som också får det prestigefyllda Polarpriset 2025 i Stockholm den 27 maj” säger Nils Landgren.

## Platser för den internationella  jazzdagen
| År   | Land                  | Stad             |
| ---- | --------------------- | ---------------- |
| 2013 | Turkiet               | Istanbul         |
| 2014 | Japan                 | Osaka            |
| 2015 | Frankrike             | Paris            |
| 2016 | USA                   | Washington D. C. |
| 2017 | Kuba                  | La Habana        |
| 2018 | Ryssland              | Petersburg       |
| 2019 | Australien            | Melbourne        |
| 2020 | Sydafrika             | Kapstaden        |
| 2021 | USA                   | New York         |
| 2022 | USA                   | New York         |
| 2023 | USA                   | New York         |
| 2024 | Marocko               | Tanger           |
| 2025 | Förenade arabemiraten | Abu Dabi         |